# Śladków Rozlazły
Śladków Rozlazły – wieś w Polsce położona w województwie łódzkim, w powiecie łęczyckim, w gminie Piątek.
W latach 1975–1998 miejscowość administracyjnie należała do województwa płockiego.
Zobacz też: Śladków Duży, Śladków Górny, Śladków Mały, Śladków Podleśny